# 林雲中
林雲中（英語：Jeffrey Lim Wan Chung，1973年7月26日—），本名林偉雄，又名金浚汶，是一名香港男演員和素食料理師傅，偶爾會開辦素食的飲食節目。
林雲中1997年畢業於日本龍谷大學後回到香港，進入演藝界。林雲中曾出演多部電視劇和電影，包括電影《等候董建華發落》、《陰陽路十之宣言咒》、《決戰葡京之巔》、《重案黐孖GUN》、《殺破狼》，以及劇集《百分百感覺》、《法網群英》 、《暗算天機》、《詭探前傳》。
他曾經患上怪病而改為素食，後來到日本進修料理獲得證書，返港後推廣素食文化和開班授徒。

## 外部連結
- 林雲中在香港影庫上的簡介

- 林雲中的Facebook專頁
- 林雲中的Instagram帳戶
- YouTube上的林雲中頻道